# Eldstjärt (asiatisk fågel)
Eldstjärt (Myzornis pyrrhoura) är en färgglad asiatisk fågel i familjen papegojnäbbar inom ordningen tättingar.

## Utseende och läte
Eldstjärten är en liten (11–13 cm), lysande grön fågel med lång och något nedböjd svart näbb. På huvudet syns en svart ögonmask och svart fjällning på hjässan. Vingen är svart och vit med ett stråk av lysande rött, samma färg som stjärten som gett arten dess namn. Bland lätena hörs bland annat ett mycket ljust och tunt, ofta snabbt upprepat "si".

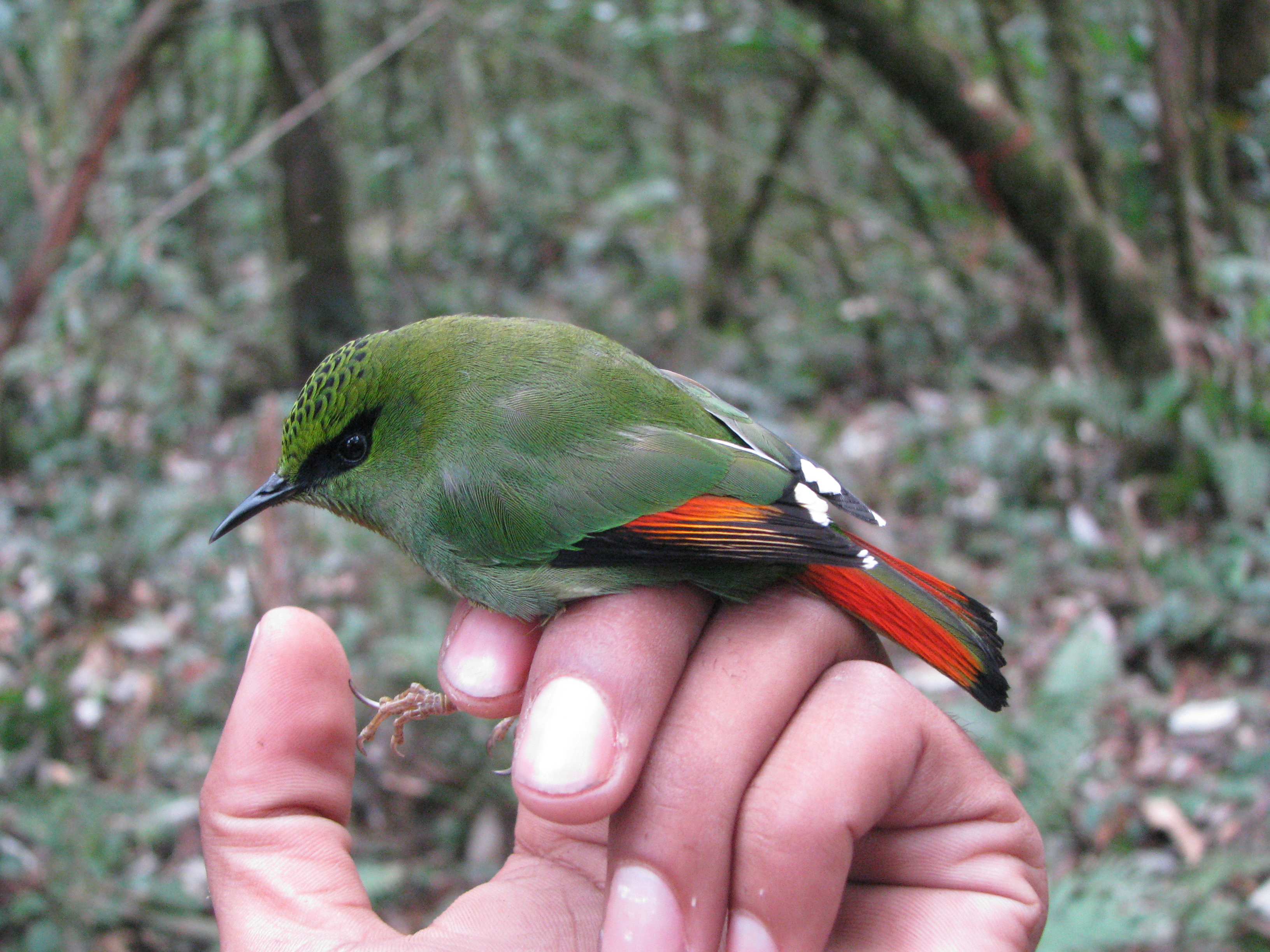

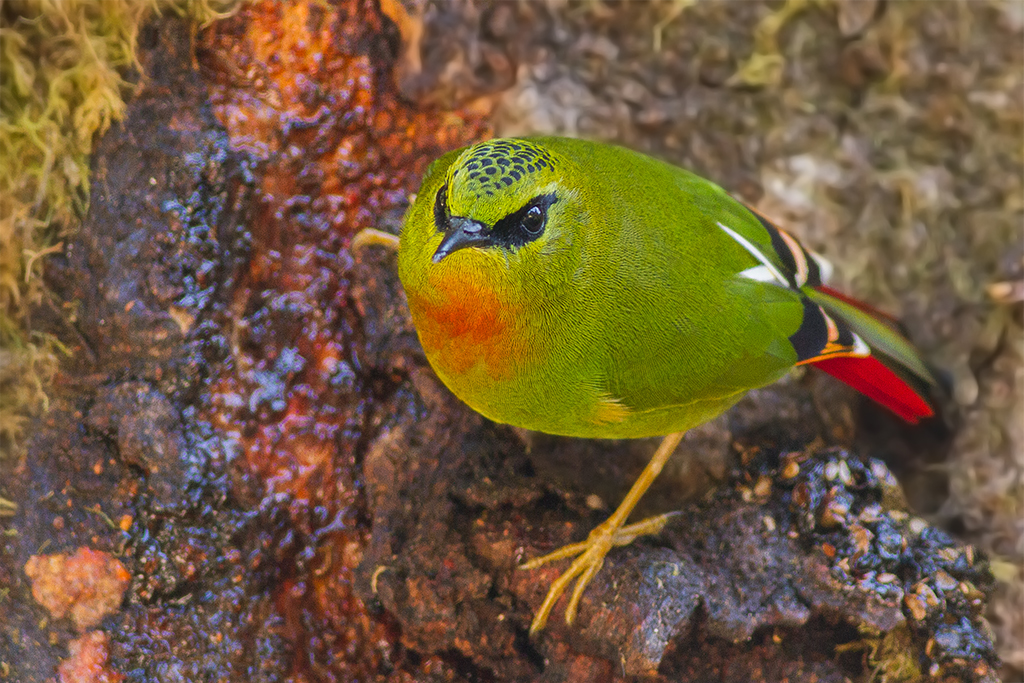

## Utbredning och systematik
Eldstjärt förekommer från Nepal till sydöstra Tibet, Yunnan i södra Kina och nordöstra Myanmar. Den placeras som enda art i släktet Myzornis och behandlas som monotypisk, det vill säga att den inte delas in i några underarter.

### Familjetillhörighet
Tidigare behandlades arten som en medlem av familjen timalior. DNA-studier visar dock att den tillhör en grupp små tättingar bestående av papegojnäbbar (Conostoma samt det numera uppdelade släktet Paradoxornis), den amerikanska arten messmyg, de tidigare cistikolorna i Rhopophilus samt en handfull släkten som tidigare också ansågs vara timalior (Fulvetta, Lioparus, Chrysomma och Moupinia). Denna grupp är i sin tur närmast släkt med sylvior i Sylviidae och har tidigare inkluderats i den familj. Enligt sentida studier skilde sig dock de båda grupperna sig åt för hela cirka 19 miljoner år sedan, varför tongivande International Ornithological Congress (IOC) numera urskilt dem till en egen familj, Paradoxornithidae. Denna linje följs här.

## Levnadssätt
Eldstjärten förekommer i subtropiska eller tropiska bergsskogar på 2000-3950 meters höjd. Där ses den i rhododendron-, björk och ensnår. Fågeln lever av spindlar, småflugor och andra insekter, men även trädsav, nektar och bär som hallon. Den häckar mellan april och juni i Indien och Nepal, men observationer av par med ungfåglar i mitten av september tyder på att häckningssäsongen kan sträcka sig längre. Arten är stannfågel, men rör sig till lägre nivåer från oktober till mars.

## Status och hot
Artens populationstrend är okänd, men utbredningsområdet är relativt stort. Internationella naturvårdsunionen IUCN anser inte att den är hotad och placerar den därför i kategorin livskraftig. Världspopulationen har inte uppskattats men den beskrivs som generellt ganska fåtalig, ovanlig i Nepal och Myanmar och sällsynt i Kina, men frekvent i tempererade Bhutan och lokalt vanlig i Indien.